# Торуньское воеводство
Торуньское воеводство (пол. województwo toruńskie) — существовавшее в Польше в период 1975—1998 годов как основные единицы административного деления страны.
Одно из 49 воеводств Польши, которые были упразднены в итоге административной реформы 1998 года. Занимало площадь 5348 км². В 1998 году насчитывало 674 800 жителей. Столицей воеводства являлся город Торунь.
В 1999 году территория воеводства отошла большей частью к Куявско-Поморскому воеводству и несколько гмин — к Варминьско-Мазурскому воеводству.

## Города
Города Торуньского воеводства по числу жителей (по состоянию на 31 декабря 1998 года):
| 1. Торунь (200 148) 2. Грудзёндз (102 813) 3. Бродница (27 678) 4. Хелмно (22 059) 5. Хелмжа (15 513) 6. Вомбжезьно (14 166) 7. Голюб-Добжинь (13 116) 8. Нове-Място-Любавске (10 917) 9. Ковалево-Поморске (4094) 10. Яблоново-Поморске (3343) 11. Ласин (3328) 12. Радзынь-Хелминьски (1945) 13. Гужно (1431) |

## Население
| Год       | 1975    | 1980    | 1985    | 1990    | 1995    | 1998    |
| Население | 587 400 | 610 800 | 640 600 | 659 100 | 671 100 | 674 800 |